# Jürgen Engel (Politiker)
Jürgen Engel (* 20. August 1947 in Witzenhausen; † 14. August 2018) war ein deutscher Politiker (Die Grünen) und Abgeordneter des Hessischen Landtags.
Jürgen Engel arbeitete nach einer Industriekaufmannslehre 1970 bis 1979 als Industrie- und Exportkaufmann in der Chemischen Industrie.
Seit 1974 war Jürgen Engel politisch tätig. Unter anderem arbeitete er im Sozialistischen Büro in Offenbach, als Betriebsrat und Mitglied der IG Chemie-Papier-Keramik und war Mitinitiator der ersten grün-alternativen Wahlbeteiligung in Hessen und 1978 der Grünen Liste Hessen. 1979/1980 war er Mitinitiator von Rock gegen Rechts und des Volksbegehrens gegen die Startbahn 18 West. Seit Januar 1980 war Jürgen Engel Mitglied der Grünen.
Gemäß dem Rotationsprinzip der Grünen rückte er am 19. April 1985 über die Landesliste für Roland Kern in den Hessischen Landtags nach. Zudem hatte er im Wahlkreis Frankfurt am Main V kandidiert, wo er 14,2 % der Stimmen erreichte. Mit der vorzeitigen Auflösung des Landtags endete sein Mandat am 17. Februar 1987. Vorher war er von 1982 bis April 1985 als Geschäftsführer der Grünen-Landtagsfraktion tätig. 1984 war Engel Mitglied der 8. Bundesversammlung.